# Martha Tilton

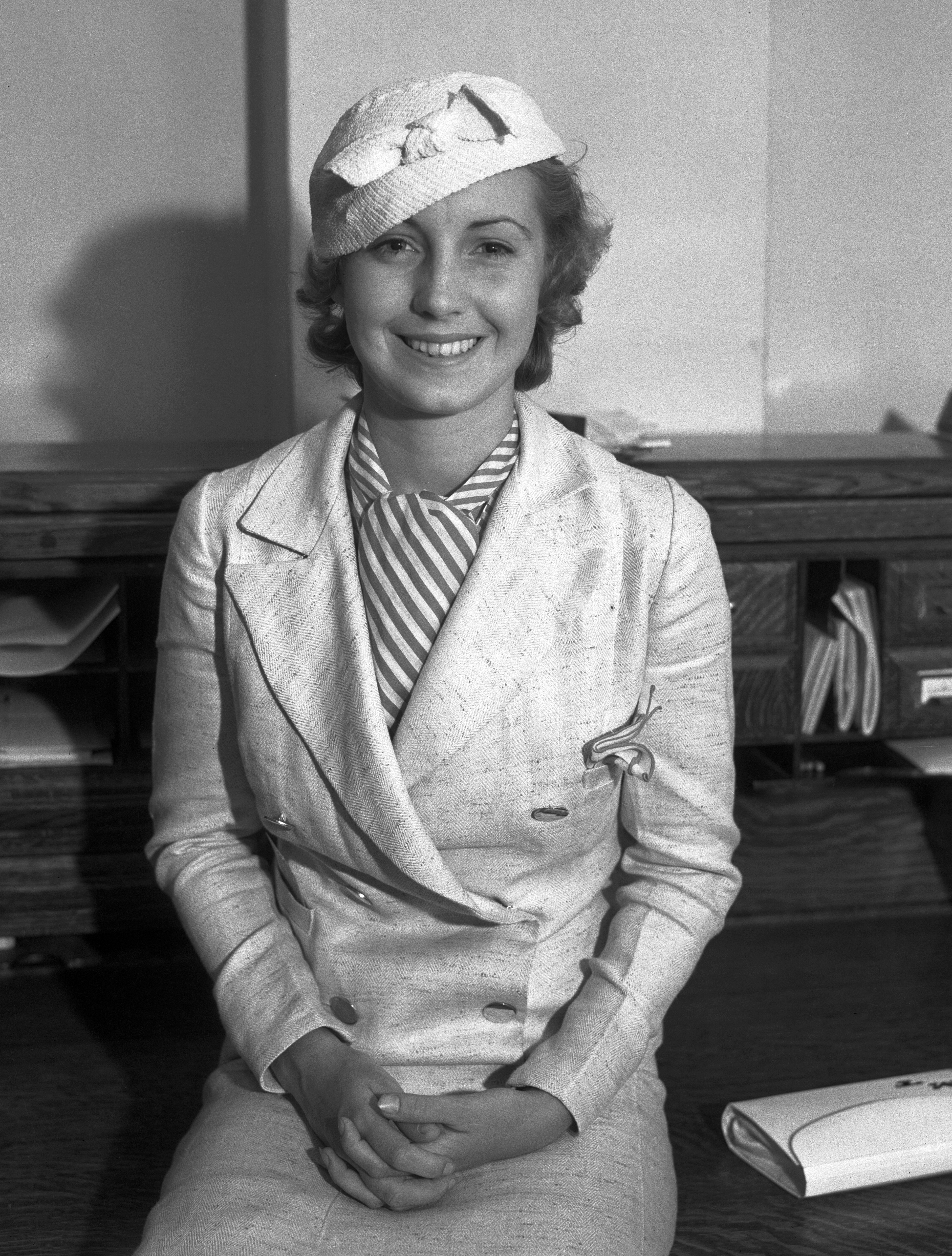
Martha Tilton (1933)

Martha Ellen Tilton (verheiratete Martha Tilton Brooks; * 14. November 1915 in Corpus Christi, Texas; † 8. Dezember 2006 in Brentwood, Kalifornien) war eine US-amerikanische Sängerin des Swing, auch genannt Liltin Miss Tilton und vor allem bekannt aus ihrer Zeit bei Benny Goodman.

## Leben
Martha Tilton wuchs als Tochter eines Bankiers in einer musikalischen Familie in Los Angeles auf. Nachdem ein Freund ihres Vaters sie singen gehört hatte, vermittelte er ihr ein erfolgreiches Vorsingen bei einer Radiostation. Sie verließ darauf die High School, sang im Coconut Grove des Ambassador Hotel, tourte drei Jahre mit der Band von Hal Grayson und 1936 mit dem populären Gesangsquartett Three Hits and a Miss. 1937 war sie bei Jimmy Dorsey und trat in der Filmkomödie Topper – Das blonde Gespenst auf.
1937 wurde sie als Chorus-Sängerin (u. a. mit Jo Stafford) von Benny Goodman für seine Radioshow Camel Caravan engagiert. Von 1937 bis 1939 war sie als Sängerin Nachfolgerin von Helen Ward, die geheiratet hatte, im Benny-Goodman-Orchester und wirkte auch beim legendären Carnegie Hall Concert von 1938 (Loch Lomond, Bei mir bist du schön) mit. 1939 hatte sie ihren größten Erfolg bei Goodman mit And the Angels Sing (von Ziggy Elman und Johnny Mercer). Im selben Jahr ersetzte Goodman, der mit keiner seiner Sängerinnen nach Helen Ward zufrieden gewesen war, sie durch Louise Tobin, die Frau von Harry James.
Danach war sie bei Paul Whiteman in einer Radioshow und machte ihre ersten Solo-Aufnahmen. Anfang der 1940er Jahre hatte sie auch vorübergehend eine eigene Radioshow bei NBC. Sie spielte die Hauptrollen in zwei Filmen (Swing Hostess, 1944; Crime Inc., 1945) und lieh Stars wie Barbara Stanwyck in Die merkwürdige Zähmung der Gangsterbraut Sugarpuss bei Gene Krupas Drum Boogie von 1941 ihre Gesangsstimme. Ein Jahr später wurde sie bei dem Label Capitol Records ihres Freundes Johnny Mercer unter Vertrag genommen und hatte Hits wie I’ll Walk Alone (1944), I Should Care (1945), How Are Things in Glocca Morra? (1947) und A Stranger in Town (1945). Während des Zweiten Weltkriegs war sie u. a. mit Jack Benny bei der Truppenbetreuung tätig. Ihre Zeit bei Capitol Records endete 1949.
Nachdem sie 1953 einen Manager in der Flugzeugindustrie, ein ehemaliges, sogenanntes Flieger-As des Zweiten Weltkriegs namens Brooks, geheiratet hatte, zog sie sich weitgehend vom Musikgeschäft zurück. 1955 sang sie in dem Film The Benny Goodman Story noch einmal ihren großen Hit And the Angels Sing und nahm danach auch noch einige Alben auf, u. a. mit dem Sänger Curt Massey (We Sing the Old Songs, 1957), mit dem sie auch von 1949 bis 1953 eine Radioshow mit dem Titel Alka Seltzer Time (nach dem gleichnamigen Sponsor) moderierte und mit dem sie Ende der 1950er Jahre zusammen Gastgeberin einer Fernsehshow in Los Angeles war. In den 1980er Jahren tourte sie mit einer Swing-Revivalshow durch Australien.
Auch ihre Schwester Liz Tilton war Sängerin, u. a. bei Bob Crosby, Jan Garber und Buddy Rogers. Martha Tilton war dreimal verheiratet.

## Filmografie (Auswahl)
- 1937: Sing While You’re Able
- 1937: Topper – Das blonde Gespenst (Topper)
- 1940: Irene
- 1940: Buck Benny Rides Again
- 1941: Sunny
- 1941: Reich wirst du nie (You’ll Never Get Rich)
- 1942: Strictly in the Groove
- 1944: Swing Hostess
- 1945: Crime, Inc.
- 1956: Die Benny Goodman Story (The Benny Goodman Story)
- 1975: Die Ballkönigin (Queen of the Stardust Ballroom, Fernsehfilm)